# 桂吉朝
桂 吉朝（かつら きっちょう、1954年11月18日 - 2005年11月8日）は、大阪府堺市出身の落語家。出囃子は、当初『芸者ワルツ』、のちに『外記猿』。本名：上田 浩久。

## 来歴
5人兄弟の末っ子で、生家は印刷業だった。大阪府立今宮工業高等学校では落語研究会に所属。高校時代から『素人名人会』に出演。このころ3代目桂米之助の元に稽古に通った。これは米之助が、吉朝も参加した素人寄席の「落語村」（福島勤労青少年ホーム）の指導をしていた縁による。3代目桂米之助からは『東の旅』をネタ付けされる。
高校卒業後は家業の手伝いを経て、1974年1月に3代目桂米朝に弟子入り。米朝を選んだ理由は、噺の知的センスだったという。入門の際に吉朝の『東の旅・発端』を聞いた米朝は「これはもう教えることはない」と言って「『商売根問』の稽古をつけ、これが初高座のネタとなった。後に米朝は自身の芸を「枝雀には50教え、吉朝には100教えた」とインタビューで答えている。戸田学は「入門当初から、落語ファンには一定の評価はされていた」と記している。
桂千朝とは入門時期が近く、やや遅れて入門した桂米八とともに米朝宅で3年間住み込みの弟子となり、4畳間の部屋で3人暮らしの生活を送ることとなった。米朝曰く、一番きっちりしていたのが千朝で、毎度のように遅れて寝起きしては怒られていたのが米八、そして掃除が終わったあとに食卓にいつの間にか座っているのが吉朝であった。
1993年5月21日に、サンケイホールで初の独演会を開催。米朝一門で、同ホールでの独演会は米朝・2代目桂枝雀・2代目桂ざこば・3代目桂南光に次いで5人目であった。以後、2004年まで12回を数えた。
若い頃から千朝、桂雀松らや講談師の旭堂南左衛門と勉強会を開催した。落語だけにとどまらず中島らもの劇団「笑殺軍団リリパットアーミー」の役者としても活躍したほか、阪本順治監督の映画『王手』（1991年）に将棋の師匠役で出演もした。狂言師13世茂山千五郎らとともに、狂言と落語をミックスさせた「落言」の公演を行う一方、文楽の桐竹勘十郎、豊竹英太夫（現・6代目豊竹呂太夫）らとも親交が深く、文楽と落語をコラボレーションさせた会を開催するなど、他ジャンルの芸能との交流も深かった。また桂千朝と組んで中田ダイマル・ラケット、宮川左近ショーの物まねもやっていた。弟弟子の桂米左とともに日本のアニメーションの元祖とも言われる「錦影絵」を演じるなど新しい試みにも意欲的であった。その才能と実力から上方落語界の次世代を担うホープ、また米朝の後継者として期待されていたが、1999年に胃がんを患い、手術を受け一度復帰したものの、2004年10月になって胃がんを再発。その後治療を続けながら高座を務めていたが、すでにがんは末期の状態であった。
2005年10月27日に国立文楽劇場で行われた「米朝・吉朝の会」で、師匠の米朝が吉朝たっての希望で近年高座にかけることが少なくなっていた『狸の賽』を口演。吉朝は、当初『河豚鍋』と『弱法師』の2席を予定していたが、楽屋では医師付き添いのもと酸素を吸入しながら45分以上をかけて『弱法師』を演じるのが精一杯で『河豚鍋』を演じることは出来ず、「劇場の前を偶然通りかかった」という雀松が『替り目』を代演して穴を埋めた。終演後しばらくは観客からの拍手が鳴り止まなかった。そして吉朝にとってはそれが生前最期の高座となった。
それからわずか12日後の2005年11月8日午後11時20分、心不全のため兵庫県尼崎市の病院で死去。50歳没。
訃報の感想を問われた米朝は「同志を失いました」とうめき、死去直後はひどく憔悴したという。小佐田定雄は、2代目桂枝雀の急逝（1999年）の時の米朝にはその分まで自分がという「気迫のようなものが感じられた」が、吉朝の死去の時には「復活する気概は持てなかったのではないかと思う」と記している。
直前まで吉朝が「米團治」を、3代目桂小米朝が「米朝」を襲名する話が進められていたが吉朝の死去により実現しなかった。後に小米朝が「5代目桂米團治」を襲名することになる。生前、米團治を襲名するのかと問われた吉朝は、「どっちかというと曽呂利新左衛門の方がええねんけどなあ。堺出身やし…」と答えたという。

## 演目
『七段目』『蛸芝居』『質屋芝居』などといった芝居噺を得意とした。

## 家族
長男の上田康介は1983年生まれ。2007年ころからカメラマンとして活動。

## 受賞歴
- 1988年 「NHK新人演芸コンクール」優秀賞
- 1989年 「第7回咲くやこの花賞」（後に直弟子の吉弥、吉坊、佐ん吉も受賞）
- 1992年 「大阪府民劇場奨励賞」
- 1993年 「第56回国立演芸場花形演芸会」金賞
- 1994年 「第14回国立演芸場花形演芸会」大賞（上方芸人初）
- 2001年 「第30回上方お笑い大賞」、「芸術選奨新人賞」
- 2002年 「平成14年度兵庫県芸術奨励賞」
- 2005年12月 「第34回上方お笑い大賞」特別功労賞
- 2023年7月　「第26回上方演芸の殿堂入り」

## 弟子
弟子は他の枝雀・ざこば一門と異なり、大師匠である米朝宅に住み込みで内弟子修行をするのが慣例となっていた。
直弟子
- 桂あさ吉
- 桂吉弥
- 桂よね吉
- 桂しん吉
- 桂吉坊
- 桂佐ん吉
- 桂吉の丞

孫弟子
- 桂弥太郎（吉弥の弟子、吉朝死後の入門）
- 桂弥っこ（吉弥の弟子、吉朝死後の入門）

- 桂弥壱（吉弥の弟子、吉朝死後の入門）

## CD・DVD

### CD

#### 「おとしばなし 『吉朝庵』」 （全5集）
| タイトル                     | 演目           | 収録年月日    | 収録会場                   | 発売年月日     | 発売元  |
| ---------------------------- | -------------- | ------------- | -------------------------- | -------------- | ------- |
| おとしばなし「吉朝庵」 その1 | 地獄八景亡者戯 | 1997年1月27日 | 和歌山県民文化会館小ホール | 1997年4月16日  | 東芝EMI |
| おとしばなし「吉朝庵」 その2 | たちきり       | 1998年1月16日 | 大阪リサイタルホール       | 1998年4月22日  | 東芝EMI |
| おとしばなし「吉朝庵」 その2 | つる           | 1998年1月16日 | 大阪リサイタルホール       | 1998年4月22日  | 東芝EMI |
| おとしばなし「吉朝庵」 その3 | 住吉駕籠       | 1998年1月16日 | 大阪リサイタルホール       | 1999年10月14日 | 東芝EMI |
| おとしばなし「吉朝庵」 その3 | かぜうどん     | 1998年1月23日 | 堺市民会館小ホール         | 1999年10月14日 | 東芝EMI |
| おとしばなし「吉朝庵」 その4 | 愛宕山         | 2000年5月20日 | 大阪サンケイホール         | 2001年8月8日   | 東芝EMI |
| おとしばなし「吉朝庵」 その4 | 七段目         | 2000年1月26日 | 大阪リサイタルホール       | 2001年8月8日   | 東芝EMI |
| おとしばなし「吉朝庵」 その5 | 質屋蔵         | 2000年5月20日 | 大阪サンケイホール         | 2001年8月8日   | 東芝EMI |
| おとしばなし「吉朝庵」 その5 | 子ほめ         | 2000年5月20日 | 大阪サンケイホール         | 2001年8月8日   | 東芝EMI |

#### 「吉朝庵 形見噺」
2005年12月21日の「桂吉朝を送る会」で満中陰志として参列者に配られたもので、のちに限定1,000枚で制作された。番号は命日を入れた「KICHO 1108」。収録されている「弱法師」は最後の高座。
| タイトル      | 演目         | 収録年月日     | 収録会場     | 発売年月日   | 発売元  |
| ------------- | ------------ | -------------- | ------------ | ------------ | ------- |
| 吉朝庵 形見噺 | そってん芝居 | 2004年10月8日  | 国立文楽劇場 | 2006年8月8日 | 東芝EMI |
| 吉朝庵 形見噺 | 弱法師       | 2005年10月27日 | 国立文楽劇場 | 2006年8月8日 | 東芝EMI |

#### 上田康介『吉朝庵: 桂吉朝夢ばなし』[単行本]
『くっしゃみ講釈』『深山隠れ』の特典CD付き

### DVD

#### 「特選 吉朝庵」（全2巻）
| タイトル           | 演目   | 放送年月日     | 番組名                  | 発売年月日    | 発売元  |
| ------------------ | ------ | -------------- | ----------------------- | ------------- | ------- |
| 特選・吉朝庵第一集 | 天災   | 1997年10月16日 | NHKあの顔この顔上方落語 | 2006年11月8日 | 東芝EMI |
| 特選・吉朝庵第一集 | 蛸芝居 | 1997年3月15日  | 平成紅梅亭              | 2006年11月8日 | 東芝EMI |

| タイトル           | 演目   | 放送年月日    | 番組名     | 発売年月日     | 発売元  |
| ------------------ | ------ | ------------- | ---------- | -------------- | ------- |
| 特選・吉朝庵第二集 | 狐芝居 | 1996年10月3日 | 平成紅梅亭 | 2007年10月24日 | 東芝EMI |
| 特選・吉朝庵第二集 | 愛宕山 | 1996年9月21日 | 平成紅梅亭 | 2007年10月24日 | 東芝EMI |

#### 「平成紅梅亭 特選落語会」
よみうりテレビ（YTV）の「平成紅梅亭」第47回で放映されたもの。
| タイトル           | 演目   | 放送年月日   | 番組名     | 発売年月日     | 発売元      |
| ------------------ | ------ | ------------ | ---------- | -------------- | ----------- |
| 「特選！噺家の会」 | 子ほめ | 2003年5月3日 | 平成紅梅亭 | 2004年11月17日 | PONY CANYON |

#### 「平成紅梅亭20周年記念 ～今蘇る！名人芸ベストセレクション～」
| タイトル           | 演目   | 放送年月日     | 番組名     | 発売年月日    | 発売元                   |
| ------------------ | ------ | -------------- | ---------- | ------------- | ------------------------ |
| 「特選！噺家の会」 | ふぐ鍋 | 1995年11月11日 | 平成紅梅亭 | 2016年6月29日 | ユニバーサルミュージック |

#### 「落語研究会 桂吉朝 全集」
- DISC1　蛸芝居(2000)、たちきり(1996)
- DISC2　仔猫(1995)、はてなの茶碗(1997)
- DISC3　ふぐ鍋(2001)、どうらんの幸助(1999)
- DISC4　米揚げ笊(2001)、住吉駕籠(1998)
- DISC5　崇徳院(1993)、猫忠(1994)
- DISC6　高津の富(1998)、狐芝居(2000)
- DISC7　不動坊(2003)、質屋蔵(1997)

## 「平成紅梅亭」での出演歴
| 回数   | 演目         | 備考                                                                                             | 放送年月日     |
| ------ | ------------ | ------------------------------------------------------------------------------------------------ | -------------- |
| 第1回  | 七段目       |                                                                                                  | 1995年9月16日  |
| 第2回  | ふぐ鍋       | →第64回（2006年3月22日）で再放送 平成紅梅亭20周年記念 ～今蘇る！名人芸ベストセレクション～に収録 | 1995年11月11日 |
| 第3回  | くしゃみ講釈 |                                                                                                  | 1996年1月13日  |
| 第4回  | 住吉駕篭     |                                                                                                  | 1996年3月09日  |
| 第5回  | 鷺とり       |                                                                                                  | 1996年5月11日  |
| 第6回  | 崇徳院       |                                                                                                  | 1996年7月13日  |
| 第7回  | 愛宕山       | DVD『特選・吉朝庵』第2集に収録                                                                   | 1996年9月21日  |
| 第8回  | 狐芝居       | DVD『特選・吉朝庵』第2集に収録                                                                   | 1996年11月19日 |
| 第9回  | 宿屋仇       |                                                                                                  | 1997年1月11日  |
| 第9回  | かぜうどん   |                                                                                                  | 1997年1月11日  |
| 第10回 | 高津の富     |                                                                                                  | 1997年3月15日  |
| 第10回 | 蛸芝居       | DVD『特選・吉朝庵』第1集に収録                                                                   | 1997年3月15日  |
| 第15回 | 昆陽の御池   |                                                                                                  | 1998年1月17日  |
| 第18回 | 蛇含草       |                                                                                                  | 1998年7月11日  |
| 第25回 | 遊山船       |                                                                                                  | 1999年9月11日  |
| 第29回 | 猫の忠信     |                                                                                                  | 2000年5月6日   |
| 第37回 | 質屋蔵       |                                                                                                  | 2001年9月8日   |
| 第41回 | 化物つかい   |                                                                                                  | 2002年5月8日   |
| 第47回 | 子ほめ       | DVD『特選！噺家の会』に収録                                                                      | 2003年5月23日  |

## 関連書籍
- 中島らも 『寝ずの番』 （解説：桂吉朝、講談社、文庫、2001年10月、ISBN 4-06-273279-3）
- 八木忠栄 『落語はライブで聴こう』 （「桂吉朝を聴く―『風うどん』『住吉駕籠』『元犬』『宿屋仇』『首提灯』」、新書館、2005年9月10日、ISBN 4403210864）
- 上田康介『吉朝庵: 桂吉朝夢ばなし』
- 季刊「en-taxi」2006冬号（特集「追悼：桂吉朝・上方落語の星への祈り」、扶桑社、2005年12月27日、ISBN 4-594-60426-9）
  - 桂吉弥「桂吉朝とわたし」・中野晴行「栴檀は二葉より芳し」・松本尚久「清浄なる高座」を収録。
- 笑芸人 『落語ファン倶楽部2』 （特集「追悼：桂吉朝」、白夜書房、2006年4月10日、ISBN 4-86191-137-0）
  - 小佐田定雄「吉朝の遺したもの」、茂山千五郎・豊竹英太夫・わかぎゑふ・桂吉朝一門「ありがとう吉朝師匠」、桂小米朝「米朝一門の若旦那が語る吉朝」、桂米朝「愛弟子、吉朝へ…」